# The Legend of Zelda: Echoes of Wisdom
The Legend of Zelda: Echoes of Wisdom (ou simplement Echoes of Wisdom) est un jeu d'action-aventure développé par Nintendo EPD et Grezzo et édité par Nintendo. Il s'agit du vingt-et-unième jeu de la franchise The Legend of Zelda. Il est dévoilé lors du Nintendo Direct du 18 juin 2024 et est sorti le 26 septembre 2024 sur Nintendo Switch.

## Trame

### Histoire

#### La Création du monde
Bien avant que le temps n'existe, dans le Néant, se mouvait une entité nommée Nihil. Chaque fois qu'une forme de vie apparaissait, Nihil la dévorait, cherchant à rester la seule existence. Ensuite, elle s'endormait, jusqu'au jour où les Déesses d'Or — Farore, Nayru et Din — décidèrent de mettre fin à cette situation. Elles créèrent l'Univers par-dessus le Néant pour sceller Nihil. Après la formation du monde d'Hyrule, Nihil tenta de percer le sceau en créant des failles un peu partout, dans l'espoir de rétablir le chaos originel. Pour contrer cette menace, les Déesses d'Or envoyèrent les Tris, des fées magiques liées à la Triforce, capables de refermer les failles. Une fois leur mission accomplie — celle de maintenir la stabilité de l'espace-temps —, elles retournèrent auprès des Déesses créatrices.

#### L'affaiblissement du sceau
Pendant très longtemps, quelques failles isolées apparurent, engloutissant des enfants -dont Link. Des millénaires plus tard, le sceau s'affaiblit. Nihil créa un écho de Ganon qui enleva la princesse Zelda. Durant sa séquestration, de mystérieuses fissures ont surgi à travers Hyrule, provoquant la disparition de ses résidents. Link vient sauver la princesse et tue Ganon mais est englouti par une faille: maintenant, c'est à la princesse Zelda de sauver son royaume.

#### La prise de pouvoir des imposteurs
Zelda, échappant de peu à la faille, est ramenée au château d'Hyrule par des soldats. Elle retrouve son père mais les retrouvailles sont de courte durée. Le roi d'Hyrule et ses ministres sont absorbés par une faille et remplacé par des créations de Nihil. Les imposteurs la font enfermer dans un cachot et prévoient de l'exécuter. Zelda fait ainsi la rencontre de la fée Tri, qui lui offre un sceptre magique lui permettant de générer des copies, nommées échos, de divers objets,. Zelda peut aussi jeter des objets sur ses ennemis. Zelda s'évade du château d'Hyrule et plonge dans une rivière qui l'entraîne jusqu'à la région d'Ussude.

## Développement
Le jeu présente le même style artistique que le remake de The Legend of Zelda: Link's Awakening sorti en 2019 sur Nintendo Switch. Le jeu est annoncé pour la première fois lors du Nintendo Direct du 18 juin 2024.
La personne chargée du projet est Tomomi Sano, directrice du jeu.

## Accueil

### Critiques
Le jeu est bien reçu par la presse, avec un score d'environ  85 % recueilli par les agrégateurs de critiques OpenCritic et Metacritic, même s'il est perçu par beaucoup de personnes comme trop simple.  

### Ventes
Le jeu se vend à plus de 200 000 unités pour sa première semaine de commercialisation au Japon, en tête du classement des ventes de jeux toutes consoles confondues, selon les données recueillies par Famitsu. En cinq jours, le jeu est distribué à 2,58 millions d'exemplaires dans le monde, dont 480 000 au Japon. À la fin de l'année 2024, Nintendo annonce que son titre a dépassé 3,91 millions d'unités. 